# Menouville
Menouville is een gemeente in het Franse departement Val-d'Oise (regio Île-de-France) en telt 86 inwoners (2009). De plaats maakt deel uit van het arrondissement Pontoise.

## Geografie
De oppervlakte van Menouville bedraagt 2,7 km², de bevolkingsdichtheid is dus 31,9 inwoners per km².
De onderstaande kaart toont de ligging van Menouville met de belangrijkste infrastructuur en aangrenzende gemeenten.

## Demografie
Onderstaande figuur toont het verloop van het inwonertal (bron: INSEE-tellingen).